# Participantes da Volta a Espanha de 2017
A Volta a Espanha de 2017 contou com a participação de 198 ciclistas repartidos em 22 equipas com 9 corredores a cada um. Espanha, com 31 ciclistas, foi o país mais representado, seguido de França e Itália, ambos com 20.
Produziram-se 40 abandonos e chegaram ao final 158 ciclistas. Team Sky, Cannondale-Drapac Pro Cycling Team, Caja Rural-Seguros RGA e Manzana Postobón Team foram as únicas equipas que chegaram a Madrid com os 9 corredores. Dimension Data finalizou com tão só 3 corredores.
A seguinte tabela mostra a lista dos participantes, sua posição final e em caso de abandono, a etapa na qual o corredor deixou de participar
| Trek-Segafredo                            | Trek-Segafredo                            | Trek-Segafredo                            | Quick-Step Floors                          | Quick-Step Floors                          | Quick-Step Floors                          | Team Sky                                 | Team Sky                                 | Team Sky                                 |
| ----------------------------------------- | ----------------------------------------- | ----------------------------------------- | ------------------------------------------ | ------------------------------------------ | ------------------------------------------ | ---------------------------------------- | ---------------------------------------- | ---------------------------------------- |
| 1                                         | Alberto Contador                          | 5º                                        | 11                                         | David de la Cruz                           | AB. 20ª                                    | 21                                       | Chris Froome                             | 1º                                       |
| 2                                         | Edward Theuns                             | 91º                                       | 12                                         | Julian Alaphilippe                         | 68º                                        | 22                                       | Christian Knees                          | 124º                                     |
| 3                                         | Markel Irizar                             | 119º                                      | 13                                         | Eros Capecchi                              | 104º                                       | 23                                       | Salvatore Puccio                         | 78º                                      |
| 4                                         | Julien Bernard                            | 85º                                       | 14                                         | Tim Declercq                               | 129º                                       | 24                                       | David López                              | 66º                                      |
| 5                                         | Jesús Hernández                           | 64º                                       | 15                                         | Bob Jungels (Linha)                        | 42º                                        | 25                                       | Gianni Moscon (Crono)                    | 27º                                      |
| 6                                         | Jarlinson Pântano (Crono)                 | 33º                                       | 16                                         | Enric Mas                                  | 71º                                        | 26                                       | Mikel Neve                               | 16º                                      |
| 7                                         | John Degenkolb                            | NP. 5ª                                    | 17                                         | Yves Lampaert (Crono)                      | 136º                                       | 27                                       | Wout Poels                               | 6º                                       |
| 8                                         | Koen De Kort                              | 77º                                       | 18                                         | Niki Terpstra                              | 130º                                       | 28                                       | Diego Rosa                               | 53º                                      |
| 9                                         | Peter Stetina                             | 31º                                       | 19                                         | Matteo Trentin                             | 84º                                        | 29                                       | Ian Stannard                             | 148º                                     |
| Director desportivo: Steven de Jongh      | Director desportivo: Steven de Jongh      | Director desportivo: Steven de Jongh      | Director desportivo: Rik Van Slycke        | Director desportivo: Rik Van Slycke        | Director desportivo: Rik Van Slycke        | Director desportivo: Nicolas Portal      | Director desportivo: Nicolas Portal      | Director desportivo: Nicolas Portal      |
| BMC Racing Team                           | BMC Racing Team                           | BMC Racing Team                           | Orica-Scott                                | Orica-Scott                                | Orica-Scott                                | Movistar Team                            | Movistar Team                            | Movistar Team                            |
| 31                                        | Damiano Caruso                            | 109º                                      | 41                                         | Esteban Chaves                             | 11º                                        | 51                                       | Jorge Arcas                              | AB. 12ª                                  |
| 32                                        | Alessandro De Marchi                      | 70º                                       | 42                                         | Sam Bewley                                 | 143º                                       | 52                                       | Carlos Betancur                          | NP. 7ª                                   |
| 33                                        | Rohan Dennis (Crono)                      | NP. 16ª                                   | 43                                         | Jack Haig                                  | 21º                                        | 53                                       | Richard Carapaz                          | 36º                                      |
| 34                                        | Kilian Frankiny                           | NP. 16ª                                   | 44                                         | Magnus Cort                                | 126º                                       | 54                                       | Rubén Fernández                          | AB. 15ª                                  |
| 35                                        | Daniel Oss                                | NP. 17ª                                   | 45                                         | Christopher Juul-Jensen                    | 107º                                       | 55                                       | Dani Moreno                              | 18º                                      |
| 36                                        | Nicolas Roche                             | 14º                                       | 46                                         | Svein Tuft (Crono)                         | NP. 16ª                                    | 56                                       | Nelson Oliveira                          | 47º                                      |
| 37                                        | Loïc Vliegen                              | 112º                                      | 47                                         | Carlos Verona                              | 73º                                        | 57                                       | Antonio Pedrero                          | 51º                                      |
| 38                                        | Tejay Van Garderen                        | 10º                                       | 48                                         | Adam Yates                                 | 34º                                        | 58                                       | José Joaquín Rojas                       | 22º                                      |
| 39                                        | Fran Ventoso                              | 92º                                       | 49                                         | Simon Yates                                | 44º                                        | 59                                       | Marc Soler                               | 48º                                      |
| Director desportivo: Yvon Ledanois        | Director desportivo: Yvon Ledanois        | Director desportivo: Yvon Ledanois        | Director desportivo: Neil Stephens         | Director desportivo: Neil Stephens         | Director desportivo: Neil Stephens         | Director desportivo: Chente García Deita | Director desportivo: Chente García Deita | Director desportivo: Chente García Deita |
| Team Sunweb                               | Team Sunweb                               | Team Sunweb                               | Bora-Hansgrohe                             | Bora-Hansgrohe                             | Bora-Hansgrohe                             | Ag2r La Mondiale                         | Ag2r La Mondiale                         | Ag2r La Mondiale                         |
| 61                                        | Wilco Kelderman                           | 4º                                        | 71                                         | Rafał Majka                                | 39º                                        | 81                                       | Romain Bardet                            | 17º                                      |
| 62                                        | Warren Barguil                            | NP. 8ª                                    | 72                                         | Emanuel Buchmann                           | 65º                                        | 82                                       | Clément Chevrier                         | 61º                                      |
| 63                                        | Johannes Fröhlinger                       | 120º                                      | 73                                         | Michal Kolář                               | AB. 2ª                                     | 83                                       | Nico Denz                                | NP. 16ª                                  |
| 64                                        | Chad Haga                                 | 98º                                       | 74                                         | Cessar Benedetti                           | AB. 8ª                                     | 84                                       | Axel Domont                              | NP. 14ª                                  |
| 65                                        | Chris Hamilton                            | 121º                                      | 75                                         | Patrick Konrad                             | 96º                                        | 85                                       | Julien Duval                             | 108º                                     |
| 66                                        | Lennard Hofstede                          | AB. 12ª                                   | 76                                         | Christoph Pfingsten                        | 142º                                       | 86                                       | Alexandre Geniez                         | NP 16ª                                   |
| 67                                        | Lennard Kämna                             | NP. 17ª                                   | 77                                         | Paweł Poljański                            | 67º                                        | 87                                       | Alexis Gougeard                          | 99º                                      |
| 68                                        | Søren Kragh Andersen                      | 106º                                      | 78                                         | Andreas Schillinger                        | 144º                                       | 88                                       | Hugo Houle                               | 115º                                     |
| 69                                        | Sam Oomen                                 | AB. 14ª                                   | 79                                         | Michael Schwarzmann                        | 154º                                       | 89                                       | Domenico Pozzovivo                       | AB. 11ª                                  |
| Director desportivo: Marc Reef            | Director desportivo: Marc Reef            | Director desportivo: Marc Reef            | Director desportivo: Steffen Radochla      | Director desportivo: Steffen Radochla      | Director desportivo: Steffen Radochla      | Director desportivo: Julien Jurdie       | Director desportivo: Julien Jurdie       | Director desportivo: Julien Jurdie       |
| Cannondale-Drapac Pro Cycling Team        | Cannondale-Drapac Pro Cycling Team        | Cannondale-Drapac Pro Cycling Team        | Team Katusha-Alpecin                       | Team Katusha-Alpecin                       | Team Katusha-Alpecin                       | Team LottoNL-Jumbo                       | Team LottoNL-Jumbo                       | Team LottoNL-Jumbo                       |
| 91                                        | Michael Woods                             | 7º                                        | 101                                        | Ilnur Zakarin                              | 3º                                         | 111                                      | Steven Kruijswijk                        | 9º                                       |
| 92                                        | Brendan Canty                             | 113º                                      | 102                                        | Maksim Belkov                              | 134º                                       | 112                                      | George Bennett                           | NP. 12ª                                  |
| 93                                        | Simon Clarke                              | 74º                                       | 103                                        | Sven Erik Bystrøm                          | NP. 8ª                                     | 113                                      | Antwan Tolhoek                           | 28º                                      |
| 94                                        | Joe Dombrowski                            | 101º                                      | 104                                        | José Gonçalves                             | AB. 6ª                                     | 114                                      | Koen Bouwman                             | 41º                                      |
| 95                                        | Tom Scully                                | 153º                                      | 105                                        | Marco Haller                               | 118º                                       | 115                                      | Stef Clement                             | 29º                                      |
| 96                                        | Toms Skujiņš                              | 123º                                      | 106                                        | Alberto Losada                             | 72º                                        | 116                                      | Floris De Tier                           | 62º                                      |
| 97                                        | William Clarke                            | 157º                                      | 107                                        | Michael Mørkøv                             | 137º                                       | 117                                      | Bert-Jan Lindeman                        | 110º                                     |
| 98                                        | Davide Villella                           | 97º                                       | 108                                        | Matvey Mamykin                             | AB. 19ª                                    | 118                                      | Juanjo Lobato                            | 114º                                     |
| 99                                        | Tom Van Asbroeck                          | 133º                                      | 109                                        | Rein Taaramäe                              | 147º                                       | 119                                      | Daan Olivier                             | 60º                                      |
| Director desportivo: Juanma Gárate        | Director desportivo: Juanma Gárate        | Director desportivo: Juanma Gárate        | Director desportivo: Dmitri Konyshev       | Director desportivo: Dmitri Konyshev       | Director desportivo: Dmitri Konyshev       | Director desportivo: Grischa Niermann    | Director desportivo: Grischa Niermann    | Director desportivo: Grischa Niermann    |
| UAE Team Emirates                         | UAE Team Emirates                         | UAE Team Emirates                         | Astana Pro Team                            | Astana Pro Team                            | Astana Pro Team                            | Lotto Soudal                             | Lotto Soudal                             | Lotto Soudal                             |
| 121                                       | Rui Costa                                 | 43º                                       | 131                                        | Fabio Aru (Linha)                          | 13º                                        | 141                                      | Sander Armée                             | 19º                                      |
| 122                                       | Darwin Atapuma                            | 20º                                       | 132                                        | Pello Bilbao                               | 23º                                        | 142                                      | Bart De Clercq                           | 40º                                      |
| 123                                       | Anass Aït El Abdia                        | AB. 2ª                                    | 133                                        | Serguéi Chernetski                         | 94º                                        | 143                                      | Thomas de Gendt                          | 57º                                      |
| 124                                       | Louis Meintjes                            | 12º                                       | 134                                        | Laurens de Vreese                          | 122º                                       | 144                                      | Jens Debusschere                         | AB. 9ª                                   |
| 125                                       | Sacha Modolo                              | 131º                                      | 135                                        | Jesper Hansen                              | AB. 8ª                                     | 145                                      | Tomasz Marczynski                        | 55º                                      |
| 126                                       | Matej Mohorič                             | 30º                                       | 136                                        | Miguel Ángel López                         | 8º                                         | 146                                      | Rémy Mertz                               | 150º                                     |
| 127                                       | Przemysław Niemiec                        | 86º                                       | 137                                        | Alexéi Lutsenko                            | 75º                                        | 147                                      | Maxime Monfort                           | NP. 18ª                                  |
| 128                                       | Jan Polanc (Crono)                        | 38º                                       | 138                                        | Luis León Sánchez                          | 32º                                        | 148                                      | Jelle Wallays                            | 151º                                     |
| 129                                       | Federico Zurlo                            | 149º                                      | 139                                        | Nikita Stalnov                             | 145º                                       | 149                                      | Adam Hansen                              | 95º                                      |
| Director desportivo: Bruno Vicino         | Director desportivo: Bruno Vicino         | Director desportivo: Bruno Vicino         | Director desportivo: Aleksandr Shefer      | Director desportivo: Aleksandr Shefer      | Director desportivo: Aleksandr Shefer      | Director desportivo: Mario Aerts         | Director desportivo: Mario Aerts         | Director desportivo: Mario Aerts         |
| Bahrain Merida Pro Cycling Team           | Bahrain Merida Pro Cycling Team           | Bahrain Merida Pro Cycling Team           | FDJ                                        | FDJ                                        | FDJ                                        | Dimension Data                           | Dimension Data                           | Dimension Data                           |
| 151                                       | Vincenzo Nibali                           | 2º                                        | 161                                        | Arnaud Courteille                          | 103º                                       | 171                                      | Igor Antón                               | 35º                                      |
| 152                                       | Valerio Agnoli                            | 79º                                       | 162                                        | Marc Fournier                              | AB. 3ª                                     | 172                                      | Nicolas Dougall                          | AB. 6ª                                   |
| 153                                       | Manuele Boaro                             | 116º                                      | 163                                        | Daniel Hoelgaard                           | 125º                                       | 173                                      | Youcef Reguigui (Linha)                  | AB. 5ª                                   |
| 154                                       | Iván García Cortina                       | 100º                                      | 164                                        | Johan Le Bon                               | AB. 9ª                                     | 174                                      | Omar Fraile                              | AB. 13ª                                  |
| 155                                       | Javi Moreno                               | AB. 2ª                                    | 165                                        | Tobias Ludvigsson (Crono)                  | 59º                                        | 175                                      | Jacques Janse Van Rensburg               | 82º                                      |
| 156                                       | Antonio Nibali                            | 102º                                      | 166                                        | Jérémy Maison                              | 63º                                        | 176                                      | Ben King                                 | NP. 3ª                                   |
| 157                                       | Domen Novak                               | 105º                                      | 167                                        | Lorrenzo Manzin                            | 156º                                       | 177                                      | Merhawi Kudus                            | AB. 7ª                                   |
| 158                                       | Franco Pellizotti                         | 25º                                       | 168                                        | Anthony Roux                               | 52º                                        | 178                                      | Lachlan Morton                           | 90º                                      |
| 159                                       | Giovanni Visconti                         | 46º                                       | 169                                        | Odd Christian Eiking                       | NP. 21ª                                    | 179                                      | Serge Pauwels                            | NP. 12ª                                  |
| Director desportivo: Alberto Volpi        | Director desportivo: Alberto Volpi        | Director desportivo: Alberto Volpi        | Director desportivo: Thierry Bricaud       | Director desportivo: Thierry Bricaud       | Director desportivo: Thierry Bricaud       | Director desportivo: Bingen Fernández    | Director desportivo: Bingen Fernández    | Director desportivo: Bingen Fernández    |
| Cofidis, Solutions Crédits                | Cofidis, Solutions Crédits                | Cofidis, Solutions Crédits                | Caja Rural-Seguros RGA                     | Caja Rural-Seguros RGA                     | Caja Rural-Seguros RGA                     |                                          |                                          |                                          |
| 181                                       | Guillaume Bonnafond                       | 88º                                       | 191                                        | Sergio Pardilla                            | 15º                                        |                                          |                                          |                                          |
| 182                                       | Luis Ángel Maté                           | 24º                                       | 192                                        | David Arroio                               | 89º                                        |                                          |                                          |                                          |
| 183                                       | Dani Navarro                              | 81º                                       | 193                                        | Fabricio Ferrari                           | 56º                                        |                                          |                                          |                                          |
| 184                                       | Anthony Perez                             | 80º                                       | 194                                        | Lluís Mas                                  | 83º                                        |                                          |                                          |                                          |
| 185                                       | Stéphane Rossetto                         | 54º                                       | 195                                        | Rafael Reis                                | 132º                                       |                                          |                                          |                                          |
| 186                                       | Anthony Turgis                            | 117º                                      | 196                                        | Jaime Rosón                                | 26º                                        |                                          |                                          |                                          |
| 187                                       | Jimmy Turgis                              | AB. 15ª                                   | 197                                        | Diego Rubio                                | 127º                                       |                                          |                                          |                                          |
| 188                                       | Jonas Van Genechten                       | AB. 7ª                                    | 198                                        | Héctor Sáez                                | 76º                                        |                                          |                                          |                                          |
| 189                                       | Kenneth Vanbilsen                         | 146º                                      | 199                                        | Nick Schultz                               | 111º                                       |                                          |                                          |                                          |
| Director desportivo: Christian Guiberteau | Director desportivo: Christian Guiberteau | Director desportivo: Christian Guiberteau | Director desportivo: Eugenio Goikoetxea    | Director desportivo: Eugenio Goikoetxea    | Director desportivo: Eugenio Goikoetxea    |                                          |                                          |                                          |
| Aqua Blue Sport                           | Aqua Blue Sport                           | Aqua Blue Sport                           | Manzana Postobón Team                      | Manzana Postobón Team                      | Manzana Postobón Team                      |                                          |                                          |                                          |
| 201                                       | Adam Blythe                               | 155º                                      | 211                                        | Aldemar Reis                               | 45º                                        |                                          |                                          |                                          |
| 202                                       | Mark Christian                            | 138º                                      | 212                                        | Hernán Aguirre                             | 37º                                        |                                          |                                          |                                          |
| 203                                       | Stefan Denifl                             | 58º                                       | 213                                        | Hernando Bohórquez                         | 93º                                        |                                          |                                          |                                          |
| 204                                       | Aaron Gate                                | 140º                                      | 214                                        | Fernando Orjuela                           | 135º                                       |                                          |                                          |                                          |
| 205                                       | Lasse Norman Hansen                       | 139º                                      | 215                                        | Juan Felipe Osorio                         | 87º                                        |                                          |                                          |                                          |
| 206                                       | Michel Kreder                             | 128º                                      | 216                                        | Juan Sebastián Molano                      | 152º                                       |                                          |                                          |                                          |
| 207                                       | Larry Warbasse (Linha)                    | AB. 7ª                                    | 217                                        | Bernardo Suaza                             | 49º                                        |                                          |                                          |                                          |
| 208                                       | Peter Koning                              | 141º                                      | 218                                        | Ricardo Vilela                             | 50º                                        |                                          |                                          |                                          |
| 209                                       | Conor Dunne                               | 158º                                      | 219                                        | Jetse Bol                                  | 69º                                        |                                          |                                          |                                          |
| Director desportivo: Nicki Sørensen       | Director desportivo: Nicki Sørensen       | Director desportivo: Nicki Sørensen       | Director desportivo: Óscar de Jesús Vargas | Director desportivo: Óscar de Jesús Vargas | Director desportivo: Óscar de Jesús Vargas |                                          |                                          |                                          |

## Legenda
| Legenda                   | Legenda | Legenda             | Legenda                                                                                           |
| ------------------------- | --- | ------------------- | ------------------------------------------------------------------------------------------------- |
| Maillot vermelho          | Indica o vencedor da classificação geral                                                                                       | Maillot da montanha | Indica o vencedor da classificação da montanha                                                    |
| Maillot verde             | Indica o vencedor da classificação por pontos                                                                                  | Maillot alvo        | Indica o vencedor da classificação da combinada                                                   |
| Classificação por equipas | Indica o vencedor da classificação por equipas                                                                                 | Combatividade       | Indica o vencedor da combatividade                                                                |
| NP                        | Indica um ciclista que não tem tomado a saída numa etapa, seguido do número de etapa na que não tomou a saída                  | AB                  | Indica um ciclista que não tem finalizado uma etapa, seguido do número de etapa em que se retirou |
| HD                        | Indica um ciclista que tem finalizado uma etapa fora de controle, seguido do número de etapa na que ocorreu dita circunstância | EX                  | Corredor excluído por não respeitar o regulamento                                                 |